# Insula Bering

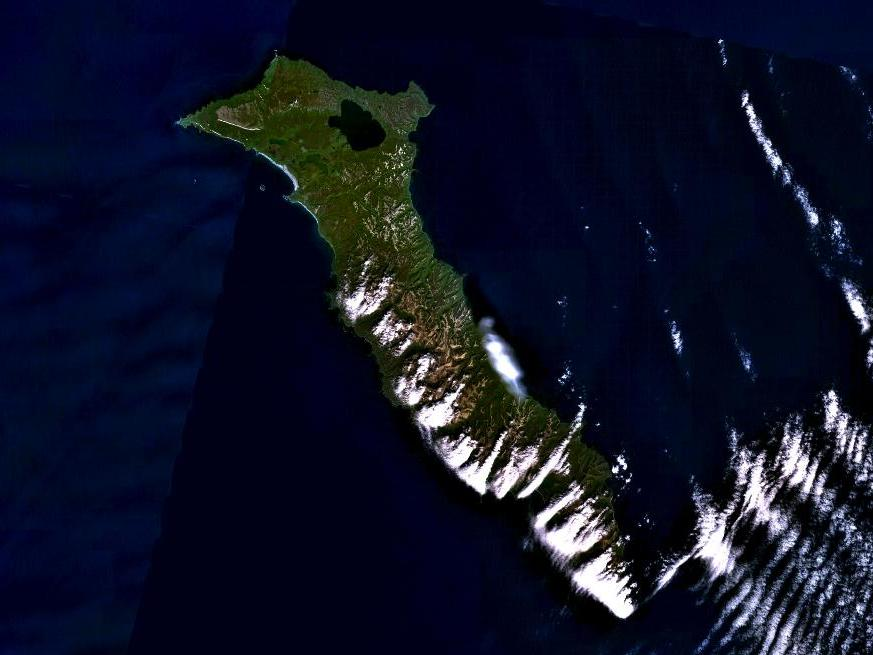
Insula Bering, vara

Insula Bering (rusă о́стров Бе́ринг, Ostrov Beringa) este cea mai mare insulă din grupul Insulelor Comandorului (Komandorskie Ostrova), situate în partea sudică a Mării Bering, între Asia și America de Nord. Denumită la început insula Avacia, a fost redenumită ulterior insula Bering, după numele descoperitorului ei, Vitus Bering.

## Istoric

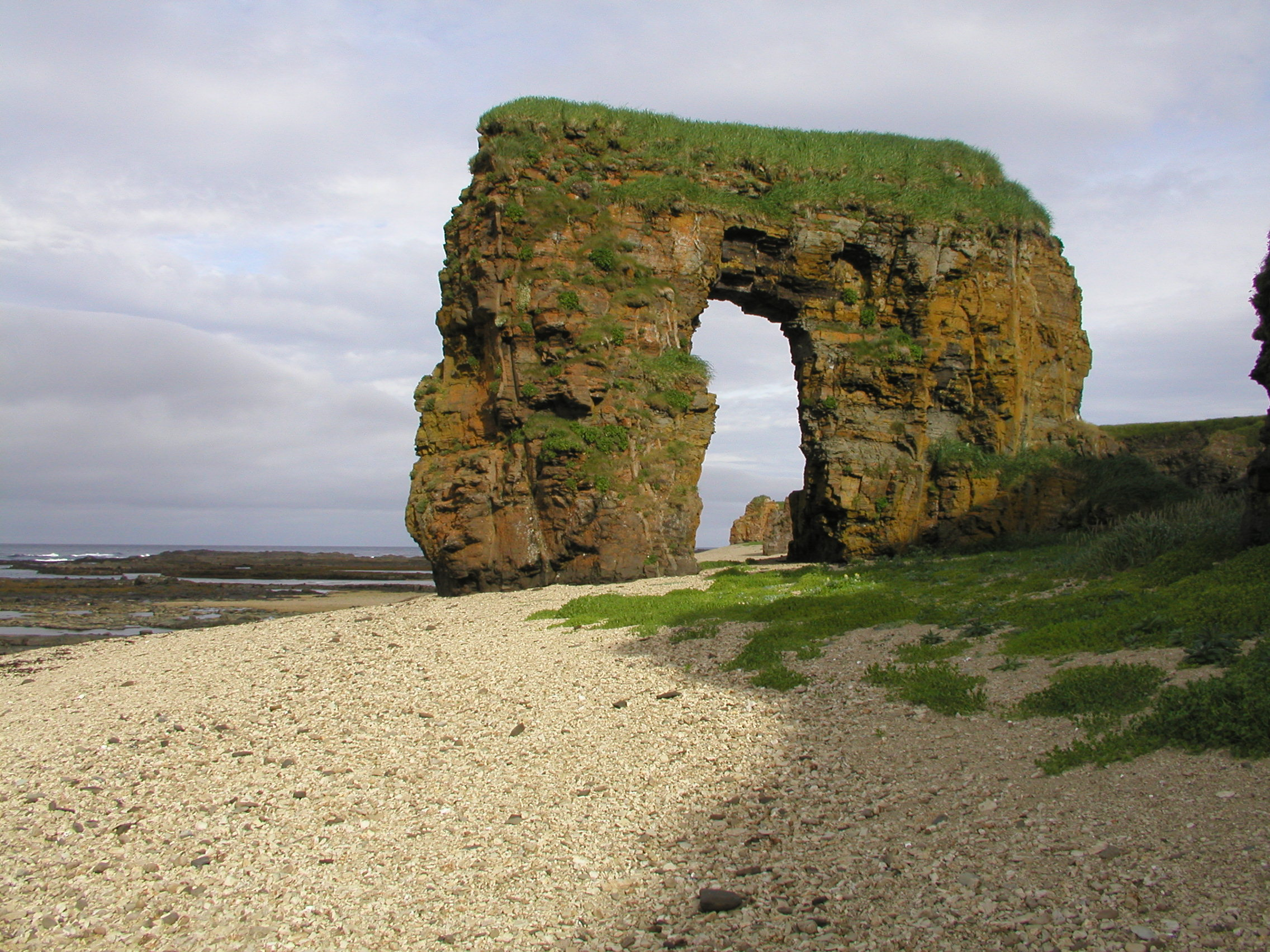
Arcul lui Steller

Insula a fost descoperită de ofițerul rus de origine daneză Vitus Bering, pe drumul de întoarcere de pe coasta americană, în timpul celei de-a doua expediții Kamceatka. El a eșuat cu corabia Svetoi Piotr (Sf. Petru) pe insulă, în toamna anului 1741. Nu a izbutit să supraviețuiască iernii. A murit, împreună cu o parte a echipajului, din cauza scorbutului și frigului. Din echipajul compus din 77 de persoane, numai 46 au reușit să supraviețuiască. Printre supraviețuitori s-a aflat naturalistul german Georg Wilhelm Steller, care a reușit să se salveze cu o barcă nou construită, cu care s-a reîntors în Kamceatka.
Scheletele marinarilor morți, precum și cel al lui Bering, au fost aduse și cercetate la Moscova, în 1991. S-a stabilit astfel cauza morții (scorbut și frig). Rămășițele pământești au fost ulterior reînhumate pe insulă.

## Geografie

### Așezare geografică
Insula Bering face parte din grupul Insulelor Comandorului și aparține Rusiei. Se află situată pe coordonatele (55°0′N 166°15′E / 55.000°N 166.250°E).
Insulele Comandorului se află în dreptul coastei Siberiei orientale, în partea sudică a Mării Bering, situate între insulele Aleutine, care se află la 325 km est, și nordul peninsulei Kamceatka, la vest. Suprafața totală a Insulelor Comandorului este de 1 848 km2. Sunt locuite de vânătorii de blănuri.

### Suprafață
Suprafața insulei este de 1 660 km2 (cea mai mare din cadrul grupului de insule). Are 90 de km lungime și 24 de km lățime.

### Relief
Insula este situată într-o zonă seismică, în apropiere aflându-se mai mulți vulcani submarini. Relieful insulei este deluros, lipsit de arbori, cu climă aspră.

### Flora și fauna
Insula este lipsită de păduri, cu un sol neroditor. Fauna, constituită odinioară din animale de blană ca vulpile polare și focile, a fost distrusă printr-un vânat nerațional.

## Populație
Insula are în prezent un număr de 600-800 de locuitori, din care aproximativ 300 sunt de origine aleutină. Toți locuiesc pe coasta nord-vestică a insulei, în singura așezare de pe insulă, Nikolskoje. Ocupația principală a populației o constituie pescuitul.